# Chiasmocleis devriesi
Chiasmocleis devriesi é uma espécie de anuro da família Microhylidae. Endêmica do Peru, é conhecida apenas do Amazon Conservatory for Tropical Studies (ACTS), ao norte de Iquitos, na região de Loreto.